# 雄冬岬
雄冬岬（日语：／）是北海道西部的海角。位于悬崖上，过去道路不通时难以抵达，曾是陆上孤岛。最近的定居点是雄冬集落。

## 名称
源于阿伊努语的“uhuy”（燃烧），一说源于沿海懸崖上暴露的紅色岩層，一说附近曾經被雷擊燒毀。

## 历史
过去，从浜益村和札幌市一侧陆路旅行几乎不可能，冬季积雪使从增毛一侧到山侧的迂回路段增毛山路被关闭。大正时代国道整备建立了定期渡轮通向增毛港，并且時化暂停服务的情况并不少见，雄冬集落长期以来被称为陆上孤岛。1978年10月18日铺设了电话线，是北海道自动化最后完成的定居点。1981年（昭和56年）11月10日国道231号通车，实现了“国境全通”的夙愿。同年12月19日国道上的雄冬岬隧道发生大规模坍塌事故，国道被迫关闭。1984年5月15日隧道重新开通。1992年（平成4年）10月22日解除冬季封路。

## 引用
1. 1 2 3  【時を訪ねて 1992】雄冬航路の閉航（増毛町雄冬地区）喜び、悲しみも乗せた"命綱"『北海道新聞』日曜朝刊別刷り2020年8月2日1-2面
2. 1 2   (PDF). 北海道 環境生活部 アイヌ政策推進室. 2007  [2017-10-20]. （原始内容存档 (PDF)于2023-04-17）.
3. ↑  . お食事処レストハウス雄冬.   [2023-07-11]. （原始内容存档于2020-11-01）.